# RESTY
RESTY.（レスティ）とは、松下電器産業（現：パナソニックホールディングス）が発売したスモールミニコンポのブランド名。1992年発売。

## 概要
1992年7月に先行して発売されたSC-CH550では、本体幅がハーフコンポの215mmから270mmに、システム全体の横幅が1000mmに変更され、それに伴ってブランド名が「RESTY.」に変更された。
最大の特徴としては、殆どの機種でV.BASSと新AIエディット、CDプレーヤーに1ビットタイプのD/Aコンバーター「MASH」が標準装備されている点にある。また、セパレートタイプを中心に、アンプ部にはNEWクラスAを搭載し、ダブルカセットデッキには単品カセットデッキに搭載されているパワーローディングを搭載した機種が多い。特に、パナソニックの機種は、他社と比べてカセットデッキのパワーローディング機能を積極的に搭載していた。
また、第1世代モデルと第2世代以降のモデルで傾向が異なり、第2世代以降のモデルでは、殆どの機種でD.D.スピーカーと光デジタル出力端子が搭載されており、カセットデッキの早送りと巻き戻しが高速化されている。

## モデル

### 第1世代モデル（1992年 - 1993年）
SC-CH950
SC-CH750
ダイアゴナルスピーカーを搭載し、リアスピーカーなしでもサラウンドが可能となった。3WAY3スピーカー＋サラウンドスピーカーのバスレフ方式を採用。単品コンポーネントで採用されているNEWクラスAをアンプ部に搭載。ダブルカセットデッキにはオートクローズ対応の電動パワーローディングを搭載しドルビーB・CとドルビーHX PROに対応。ワンタッチでCD→カセットの編集が可能な新AIエディット機能を採用。V-BASSとデジタル・ノイズ・クリーナー（DNC）、DSPを用いたサウンドフィールドプロセッサ (SFP) を搭載。CDデッキに光デジタル出力端子は搭載されておらず、プロセッサー部に光デジタル入力端子も搭載されていない。また、スペアナ表示もSC-CH550とSC-CH655に搭載されているマンハッタンモードが削減されている。バック・グラウンド・ビジュアルに対応。
SC-CH950は1992年9月に発売され、「ダイアゴナルフィールドスピーカー」、ドルビーサラウンド・プロロジックを搭載した上位版だが、SFPは4モードで、AMステレオ放送受信には非対応。CH750は1992年11月に発売され、サラウンドスピーカーの向きを3段階に調節可能な「ムービング・ダイアゴナルスピーカー」を搭載、SFPはシアターが追加されて5モード搭載、AMステレオ放送受信対応。
SC-CH550
SC-CH655
新AIエディット機能と重低音回路V-BASSを搭載。CH550は1992年6月に発売され、スピーカーは3WAYバスレフ式を採用。CH655は1993年3月に発売され、「ムービング・ダイアゴナルスピーカー」とロータリー式3CDチェンジャーを搭載し、AMステレオ放送受信対応。RESTY.では最後のスペアナ搭載モデルである。
SC-CH350
1992年11月発売。オールインワンボディータイプ。ドルビーB搭載、およびメタルポジション用テープの録音・再生対応、AMステレオ放送受信対応。
SC-CH150
1993年6月発売。別名RESTY. mini。ケルトンA・BASSスピーカーとシングルカセットデッキを搭載したコンパクトモデル。カセットは電動ローディングは無いもののドルビーB搭載、およびメタルポジション用テープの録音・再生対応。対応音楽ソースの選択、再生などの基本操作をすべて5つのボタンでこなす「快即（カイソク）ボタン」を採用。

### 第2世代モデル（1993年 - 1994年）
SC-CH707
SC-CH515
SC-CH505
SC-CH505D
1993年11月発売。ダイナミック・ドライブスピーカー（D.D.スピーカー）、NEWクラスAを搭載。スペアナに代わって「デジアナパワメーター」を採用し、FLパネルを斜めに配置した、「スペース・ビジョン・ディスプレイ」を搭載した。カセットデッキは電動パワーローディングを搭載しているが、本モデル以降はクローズがマニュアル操作となった。本モデル以降はドルビーHX PRO、ドルビープロロジックに非対応。HALFコンポ以来久しぶりにCDプレーヤーに光デジタル出力端子を搭載。テープの早送り・巻戻しが高速化し5曲TPSを搭載した。快適操作を可能にするプレイガイドキー&マルチコントロールキーを採用。AMステレオ放送受信対応。
CH707は「ダイアゴナルスピーカー」、「D.D.スピーカー」、「ケルトンA・BASSスピーカー」を採用し、CDグラフィックスに対応して、パワーメーターをフロントとリアに細分化させた上位版で、CH950に搭載されていたドルビーサラウンド・プロロジック、ドルビーHX PROは除かれた。但し、700番台のモデルなのでCH750と比較すれば実質的には機能強化されたといえる。CH505は「D.D.スピーカー」を搭載したスタンダードモデル。CH505Dは1993年12月に発売され、CH505をベースにダブルカセットデッキの代わりに電動パワーローディング機能を搭載したDCCデッキを採用し、DCCテープへのデジタル記録が可能。尚、DCCデッキはカセットテープの再生に対応し録音には対応しない。CH515は1994年2月に発売され、CDグラフィックス対応ロータリー式3CDチェンジャーを搭載。
SC-CH303
1993年11月発売。D.D.スピーカーを搭載したオールインワンボディータイプ。
SC-CH170
1994年3月発売。コンパクトモデル。D.D.スピーカーは搭載しない。
SC-CH80
1994年5月発売。2BOX構成でロータリー式3CDチェンジャーを搭載。D.D.スピーカーは搭載しない。

### 第3世代モデル（1994年 - 1995年）
SC-CH510G
1994年9月発売。前モデルに続いて、D.D.スピーカー、NEWクラスAを搭載。スペース・ビジョン・パワーメーターを搭載し、パワメーターのFL管は青色ベースになる。CDグラフィックスに対応し、光デジタル出力端子を搭載。カセットデッキは電動ローディングを搭載（クローズはマニュアル操作）し、TPSは最大9曲まで対応。ドルビーBのみ搭載となる。
前モデル（CH505）と比較して、低価格コンポ対策のためか削減されている機能もあり、事実上のスペックダウンといえる。
SC-CH500
1994年11月発売。完全独立4ピース仕様で、SC-CH510GからCDプレーヤーとアンプとスピーカーが変更されたモデル。アンプ部はNEWクラスAを採用しているが、CDグラフィックス、パワーメーター、D.D.スピーカーは搭載されていない。
SC-CH310G
SC-CH410G
1994年11月発売。D.D.スピーカーとCDグラフィックスを搭載したオールインワンボディータイプ。CH410GはCH310Gの上位版で1995年1月に発売され、CDグラフィックス対応ロータリー式3CDチェンジャーを搭載。
SC-CH300
SC-CH300A
CH300は1994年12月発売。CH300Aは1995年6月に発売され、D.D.スピーカーを搭載。

### 第4世代モデル（1995年 - 1996年）
SC-CH530
1995年6月発売。D.D.スピーカー搭載したセパレートタイプのRESTY.では最終モデル。NEWクラスA、ソースダイレクト搭載。スクエアデザインを採用。電動パワーローディングカセットデッキは水平式に変更されてカセットテープの出し入れが簡便化した。テープの早送り・巻戻しが前モデルより更に高速化されて、テンションコントロール機能対応、9曲TPSを搭載。パワメーター、スペース・ビジョン・ディスプレイが削減された。尚、本モデルのダブルカセットデッキをベースにドルビーCを搭載したダブルカセットデッキがSC-CA7に搭載されている。
SC-CH500A
1995年10月発売。CH500のマイナーチェンジモデル。ソースダイレクトが追加されている。

## 終焉
1996年末までに全シリーズの販売を終了。競合メーカーの増加、アイワを筆頭とするその他メーカーによる低価格コンポの発売に伴う価格競争の激化、日本国内におけるDCCテープオーディオ事業の失敗・撤退などの影響を避けることはできなかった。
レスティの後継ブランドとしてコンサイス・miniを販売開始し、SC-CH530に搭載された機能の多くはSC-CA7に引き継がれた。

## CM曲
- CH950, CH750 - CHAGE&ASKA「GUYS」
- CH707, CH505 - 福山雅治「恋人」